# Presbytère de l'église Saint-Pierre-Saint-Paul
Le presbytère de l'église Saint-Pierre-Saint-Paul est le presbytère de l'église Saint-Pierre-Saint-Paul de l'île de La Réunion, département d'outre-mer français dans le sud-ouest de l'océan Indien. Situé 66 rue Auguste-Babet, dans le centre-ville de Saint-Pierre, il est inscrit en totalité à l'inventaire supplémentaire des Monuments historiques depuis le 22 octobre 1998,.